# Guillermo Botero
Lorenzo Guillermo Botero Nieto (Bogotà, 9 aprile 1948) è un politico, diplomatico e imprenditore colombiano.

## Biografia

### Primi anni
Botero è nato a Bogotà nel 1948, lo stesso giorno degli eventi di El Bogotazo. È figlio del commerciante Lorenzo Botero Jaramillo, fondatore della FENALCO, corporazione che riunisce tutti i mercanti della Colombia, essendo una delle associazioni professionali più importanti di quel paese sudamericano.
Si è laureato al Colegio Calasanz di Bogotà, dopo di che ha studiato Scienze Politiche. In giovane età, sposò l'antropologa Margarita Jaramillo, figlia del politico, scrittore e uomo d'affari Hernán Jaramillo Ocampo. Da questo matrimonio è nato il loro figlio Andrés, che è sposato con Mariana Padilla.
Ha studiato giurisprudenza all'Università delle Ande, dove è stato anche professore. È un uomo d'affari con una vasta esperienza in territorio colombiano. Ha saputo coniugare la sua pratica di avvocato con l'attività imprenditoriale nei settori del commercio estero e delle operazioni logistiche, rimanendo sempre legato all'attività sindacale.

## Carriera nel settore privato
Una delle principali attività di Botero come commerciante è l'esportazione di fiori dal 1979; questo settore economico è uno dei più importanti in Colombia. Parimenti, per 10 anni fino al 2003, ha ricoperto la carica di presidente di una società dedita allo stoccaggio, movimentazione e custodia delle merci nel settore logistico, denominata Consimex S.A.
Dal 2003 al 2018 Botero ha ricoperto la presidenza di FENALCO, (Federazione Nazionale dei Mercanti), organizzazione alla quale è stato legato più volte come membro del suo Consiglio Direttivo dal 1985. Nella sua veste di docente, ha avuto l'opportunità di essere relatore in vari forum su questioni politiche ed economiche.
Nel periodo tra il 2016 e il 2017, ha ricoperto la carica di presidente del Consiglio di amministrazione della Camera di Commercio di Bogotà e ha lavorato come membro principale del Consiglio di amministrazione di Corferias (il più grande centro fieristico e congressuale della Colombia e uno dei più importanti dell'America Latina), dal 2020 all'inizio del 2021.

## Carriera nel settore pubblico

### Ministero della Difesa
Nel 2018, è stato nominato dal presidente Iván Duque nuovo ministro della Difesa nazionale.
Ad agosto 2019, il Segretario della difesa degli Stati Uniti, James Mattis, ha incontrato Botero a Bogotà per discutere di questioni di difesa nazionale, sfruttando il lungo e forte rapporto tra i due governi per gestire tali questioni. Mattis ha ringraziato Botero e il governo colombiano per tutti i loro sforzi a favore dell'attuazione della sicurezza in Colombia e per aver denunciato azioni antidemocratiche, in particolare da parte dei governi di paesi come Venezuela e Nicaragua.
Nell'ambito delle sue funzioni, ha affrontato in modo controverso il riarmo di ex leader delle FARC, nonché la proposta di regolamentare la protesta sociale a seguito delle continue marce contro il governo. Nel settembre 2019, il presidente Iván Duque ha presentato all'Assemblea generale delle Nazioni Unite un rapporto con fotografie che avrebbero mostrato i legami tra i guerriglieri colombiani e il governo di Nicolás Maduro. Successivamente si è scoperto che queste foto non sono state scattate in Venezuela ma in Colombia, in circostanze diverse da quelle riportate da Duque. Questa situazione ha influito sulla credibilità del Ministero della Difesa, al comando di Botero. A ciò si sono aggiunte le denunce di falsi positivi, attraverso le quali molti civili innocenti sono stati giustiziati durante operazioni militari contro gruppi criminali.

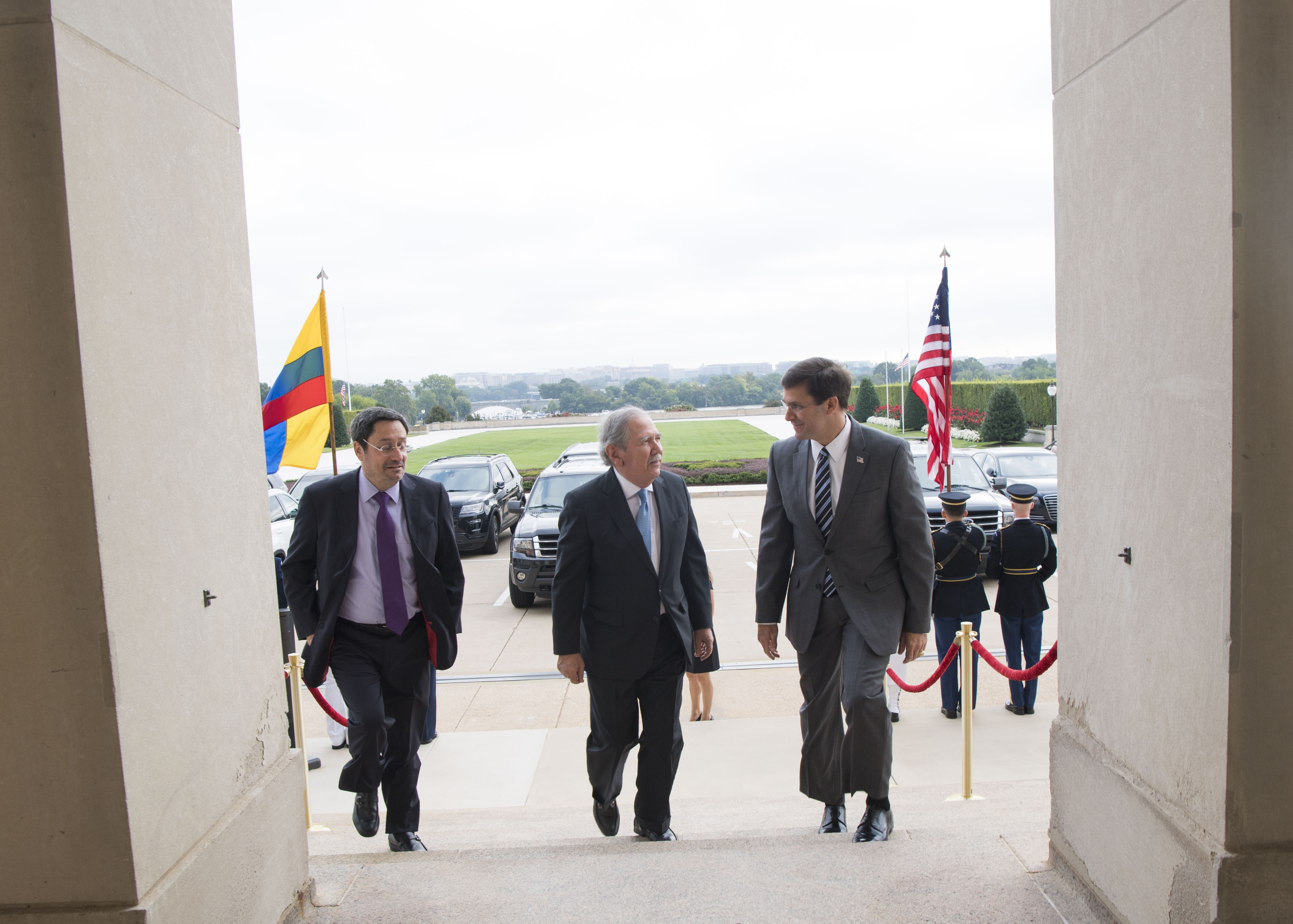
Guillermo Botero incontra il Segretario alla Difesa statunitense Mark Esper al Pentagono, Washington D.C., l'11 settembre 2019.

### Mozioni di sfiducia e dimissioni
Durante il suo incarico di ministro, Botero ha affrontato due tentativi di mozione di sfiduciaː il primo nel giugno 2019, che ha superato con successo grazie al sostegno del caucus del governo. Il secondo è avvenuto nel mese di novembre 2019. Botero ha annunciato le sue dimissioni il 6 novembre 2019, un giorno prima della votazione della seconda mozione, in cui c'erano maggioranze sufficienti per rimuoverlo dall'incarico. A quel tempo, c'era un'enorme pressione da parte della cittadinanza per rimuovere Botero dall'incarico, a causa di diversi eventi accaduti durante il suo mandato. Ad esempio, l'omicidio di Dimar Torres (evento che ha sollevato sospetti sulla possibile riattivazione di esecuzioni extragiudiziali note come "falsi positivi"). Allo stesso modo, il bombardamento di un luogo occupato dai dissidenti delle FARC nel comune di Porto Rico, Caquetá, per il quale sono morti 18 minori.
Durante il mandato di Botero come ministro della Difesa, il giornalista, attivista e volontario italiano Mario Paciolla ha collaborato con le Nazioni Unite nel processo di monitoraggio degli accordi di pace tra il governo colombiano e le FARC. Paciolla ha partecipato alle indagini sui bombardamenti ordinati a Caquetá da Botero, dove c'erano vittime minorenni. Il 15 luglio 2020, Paciolla è stato trovato morto nella zona di San Vicente del Cagúan, Caquetá, in eventi confusi.
Botero è diventato così uno dei pochi ministri nella storia colombiana a lasciare l'incarico di fronte alla reale possibilità di essere rimosso attraverso un'azione del Congresso, nel contesto di una mozione di sfiducia con un sostegno sufficiente per essere approvata.

### Ambasciata della Colombia in Cile
Il 23 febbraio 2021, Guillermo Botero è stato nominato dal presidente Iván Duque ambasciatore della Colombia presso la Repubblica del Cile. Alberto Rendón Cuartas ricopriva questa posizione dal 2018. Nell'ambito dell'agenda diplomatica, che prevede l'affrontare questioni di cooperazione economica e culturale tra le nazioni, durante il mandato di Botero sono stati celebrati i 200 anni di relazioni diplomatiche tra questi due paesi.